# Jon Bernthal
Jonathan Edward «Jon» Bernthal (Washington D. C., 20 de septiembre de 1976) es un actor y modelo estadounidense, ganador de un Emmy al mejor actor invitado - Serie de comedia gracias a su papel en la serie de comedia The Bear (2022-presente). También, es conocido por sus papeles como Shane Walsh en la serie de televisión The Walking Dead y como Frank Castle/Punisher en la serie Daredevil y en su serie derivada The Punisher. También apareció en las series The Class (2006-2007) y The Pacific (2010), y en películas como El Lobo de Wall Street (2013), Fury (2014), Sicario (2015), The Accountant (2016), Wind River (2017) y Ford v Ferrari (2019). En 2013, interpretó al detective Joe Teague en la serie Mob City (2013).

## Biografía
Jonathan Edward Bernthal nació en Washington D. C. el 20 de septiembre de 1976, en una familia judía. Es hijo de Joan Lurie (de soltera Marx) y Eric Lawrence "Rick" Bernthal, ex abogado de Latham & Watkins LLP y presidente de la junta directiva de The Humane Society of the United States hasta 2019. Su abuelo paterno fue el músico y productor Murray Bernthal (1911-2010). Tiene dos hermanos: Nicholas, cirujano ortopédico y profesor de UCLA, y Thomas, director ejecutivo de una agencia de consultoría que está casado con la multimillonaria y ex directora de operaciones de Facebook, Sheryl Sandberg. Su primo era el músico de rock Adam Schlesinger (1967-2020).
Bernthal creció en Cabin John, Maryland. Asistió a la Sidwell Friends School y se graduó en 1995. A menudo ha descrito a su yo más joven como un "alborotador". Después de la secundaria, estudió en Skidmore College en Saratoga Springs, Nueva York, pero abandonó. Siguiendo el consejo de su profesora de actuación, Alma Becker, se unió a la Escuela de Teatro de Arte de Moscú en Rusia. Durante su estancia allí, fue receptor de un equipo de béisbol profesional ruso. Mientras estaba en Moscú, fue observado por un director de la Universidad de Harvard, en el Teatro de Formación Avanzada en el Teatro Repertorio Americano, y fue invitado a obtener su maestría allí.

## Trayectoria profesional
Desde que se graduó en 2002, ha actuado en más de treinta obras a nivel regional y fuera de Broadway. Ahora vive en Venice, California. También hizo un papel muy secundario en un capítulo de la serie de comedia How I Met Your Mother, junto a su perro, Boss. Protagonizó en The Class en CBS entre 2006 y 2007. En marzo de 2010, Bernthal obtuvo el papel de Shane en The Walking Dead, la adaptación para televisión del cómic del mismo nombre, la cual dirige Frank Darabont. En 2013 hizo un papel secundario en la película El lobo de Wall Street. En 2014, trabajó en la exitosa cinta Fury, haciendo otro papel secundario. También obtuvo el papel de Frank Castle/The Punisher en la segunda temporada de la exitosa serie de Netflix Daredevil, estrenada el 18 de marzo de 2016. El 17 de noviembre de 2017 se estrenó, también en Netflix, la serie centrada sobre su personaje, The Punisher, la cual se compone de dos temporadas con trece episodios cada una.

## Vida personal
Está casado desde 2010 con Erin Angle. La pareja tiene tres hijos, Henry (2011), Billy (2013) y Adeline (2015). Residen en Ojai, California.

## Filmografía

### Cine
| Año  | Título                                         | Personaje               | Ref.   |
| ---- | ---------------------------------------------- | ----------------------- | ------ |
| 1998 | La delgada línea roja                          | Soldado                 |        |
| 2002 | Mary/Mary                                      | Manny                   |        |
| 2004 | Tony n' Tina's Wedding                         | Dominic                 |        |
| 2004 | Revenge of the Middle-Aged Woman               | Hombre en oficina       |        |
| 2006 | World Trade Center                             | Christopher Amoroso     |        |
| 2007 | The Air I Breathe                              | Entrevistador           |        |
| 2007 | Day Zero                                       | Dixon                   |        |
| 2008 | Bar Starz                                      | Donnie Pitron           |        |
| 2008 | A Line in the Sand                             | Banzai                  |        |
| 2009 | Night at the Museum: Battle of the Smithsonian | Al Capone               |        |
| 2010 | The Ghost Writer                               | Rick Ricardelli         |        |
| 2010 | Date Night                                     | Hombre joven            |        |
| 2012 | Rampart                                        | Dan Morone              |        |
| 2013 | Snitch                                         | Daniel James            |        |
| 2013 | El lobo de Wall Street                         | Brad Bodnick            |        |
| 2013 | Grudge Match                                   | B.J.                    | [ 15 ] |
| 2014 | Fury                                           | Grady "Coon-Ass" Travis |        |
| 2015 | Me and Earl and the Dying Girl                 | Mr. McCarthy            |        |
| 2015 | Sicario                                        | Ted                     | [ 16 ] |
| 2015 | We Are Your Friends                            | Paige Morrell           |        |
| 2016 | Justice League vs. Teen Titans                 | Trigon (Voz)            |        |
| 2016 | Viena and The Fantomes                         | Monroe                  | [ 17 ] |
| 2016 | The Accountant                                 | Brax                    |        |
| 2016 | Pilgrimage                                     | The Mute                | [ 18 ] |
| 2017 | Shot Caller                                    | Frank Shotgun           |        |
| 2017 | Baby Driver                                    | Griff                   | [ 19 ] |
| 2017 | Wind River                                     | Matt Rayburn            |        |
| 2017 | Sweet Virginia                                 | Sam Rossi               |        |
| 2018 | Viudas                                         | Florek                  |        |
| 2019 | The Peanut Butter Falcon                       | Mark                    |        |
| 2019 | Ford v. Ferrari                                | Lee Iacocca             | [ 20 ] |
| 2021 | The Many Saints of Newark                      | Johnny Soprano          |        |
| 2021 | Aquellos que desean mi muerte                  | Ethan Sawyer            |        |
| 2021 | Imperdonable                                   | Blake                   |        |
| 2021 | Small Engine Repair                            | Terrance Swaino         |        |
| 2021 | Rey Richard: Una familia ganadora              | Rick Macci              |        |
| 2023 | Origin                                         | Brett Hamilton          | [ 21 ] |
| 2025 | The Amateur                                    | Jackson O'Brien         | [ 22 ] |
| 2025 | The Accountant 2                               | Braxton                 | [ 23 ] |
| 2026 | The Odyssey                                    | Menelao                 | [ 24 ] |
| 2026 | Spider-Man: Brand New Day                      | Frank Castle / Punisher |        |

### Televisión
| Año       | Título                            | Personaje                     | Notas                                                                            | Ref.   |
| --------- | --------------------------------- | ----------------------------- | -------------------------------------------------------------------------------- | ------ |
| 2002      | Law & Order: Criminal Intent      | Lane Ruddock                  | Episodio: "Malignant"                                                            |        |
| 2004      | Sin rastro                        | Alex Genya                    | Episodio: "Bait"                                                                 |        |
| 2004      | Dr. Vegas                         | Greg                          | Episodio: "Dead Man, Live Bet"                                                   |        |
| 2004      | Boston Legal                      | Michael Shea                  | Episodio: "Questionable Characters"                                              |        |
| 2005      | Jonny Zero                        | Brett Parish                  | Episodio: "I Did It All for the Nooky"                                           |        |
| 2005      | CSI: Miami                        | Harry Klugman                 | 2 episodios                                                                      |        |
| 2005      | Law & Order: Special Victims Unit | Sherm Hempell                 | Episodio: "Goliath"                                                              |        |
| 2005      | How I Met Your Mother             | Carlos                        | Episodio: "Purple Giraffe"                                                       |        |
| 2006-2007 | The Class                         | Duncan Carmello               | 19 episodios                                                                     |        |
| 2008      | Courtroom K                       | Fackler                       | Episodio piloto                                                                  |        |
| 2009-2010 | Eastwick                          | Raymond Gardener              | 12 episodios                                                                     |        |
| 2010      | Numb3rs                           | Mike Nash                     | Episodio: "Growin' Up"                                                           |        |
| 2010      | The Pacific                       | Sgto. Manuel Rodríguez        | 2 episodios                                                                      |        |
| 2010-2018 | The Walking Dead                  | Shane Walsh                   | Temporadas 1-2 (principal; 18 episodios) Temporada 3 y 9 (invitado; 2 episodios) | [ 25 ] |
| 2012      | Harry's Law                       | Lucas Trassino                | Episodio: "The Whole Truth"                                                      |        |
| 2012      | Robot Chicken                     | Hawkeye / Mayor of Des Moines | Episodio: "Collateral Damage in Gang Turf War" (rol de voz; varios personajes)   |        |
| 2013      | Mob City                          | Joe Teague                    | Rol principal                                                                    |        |
| 2015      | Show Me a Hero                    | Michael H. Sussman            | Rol secundario                                                                   |        |
| 2016      | Marvel's Daredevil                | Frank Castle / Punisher       | Rol secundario (Temporada 2)                                                     |        |
| 2017-2019 | Marvel's The Punisher             | Frank Castle / Punisher       | Protagonista                                                                     |        |
| 2017      | Robot Chicken                     | Shane Walsh                   | Voz                                                                              |        |
| 2019      | Unbreakable Kimmy Schmidt         | Ilan                          | Rol secundario, (Temporada 4)                                                    |        |
| 2022      | We Own This City                  | Wayne Jenkins                 | Rol principal                                                                    |        |
| 2022      | The Bear                          | Michael «Mikey» Berzatto      | Invitado Especial                                                                |        |
| 2025-     | Daredevil: Born Again             | Frank Castle / Punisher       | Rol secundario                                                                   | [ 26 ] |

## Premios y nominaciones
Premios Primetime Emmy
| 2024 | Mejor actor invitado -Serie comedia | The Bear | Ganador |